# SDP (Band)/Diskografie
Diese Diskografie ist eine Übersicht über die musikalischen Werke des deutschen Musiker-Duos SDP. Den Schallplattenauszeichnungen zufolge hat es bisher mehr als 3,3 Millionen Tonträger verkauft. Seine erfolgreichste Veröffentlichung ist die Single Ich will nur dass du weißt mit über 830.000 verkauften Einheiten.

## Alben

### Studioalben
| Jahr | Titel Musiklabel                                                     | Höchstplatzierung, Gesamtwochen, AuszeichnungChartplatzierungen (Jahr, Titel, Musiklabel, Platzierungen, Wochen, Auszeichnungen, Anmerkungen) | Höchstplatzierung, Gesamtwochen, AuszeichnungChartplatzierungen (Jahr, Titel, Musiklabel, Platzierungen, Wochen, Auszeichnungen, Anmerkungen) | Höchstplatzierung, Gesamtwochen, AuszeichnungChartplatzierungen (Jahr, Titel, Musiklabel, Platzierungen, Wochen, Auszeichnungen, Anmerkungen) | Anmerkungen                                             |
| Jahr | Titel Musiklabel                                                     | DE | AT | CH | Anmerkungen                                             |
| ---- | -------------------------------------------------------------------- | --- | --- | --- | ------------------------------------------------------- |
| 2004 | Räuberpistolen Berliner Plattenbau (BP)                              | — | — | — | Erstveröffentlichung: 14. Juni 2004                     |
| 2006 | … nur Musik ist schöner. Berliner Plattenbau (RTA)                   | — | — | — | Erstveröffentlichung: 7. April 2006                     |
| 2008 | Die Rache des kleinen Mannes Berliner Plattenbau (SMD)               | — | — | — | Erstveröffentlichung: 25. Juli 2008                     |
| 2010 | Kontrastprogramm Berliner Plattenbau (SMD)                           | — | — | — | Erstveröffentlichung: 10. Dezember 2010                 |
| 2012 | Die bekannteste unbekannte Band der Welt Berliner Plattenbau (H’Art) | DE51 (1 Wo.)DE | — | — | Erstveröffentlichung: 19. Oktober 2012                  |
| 2014 | Bunte Rapublik Deutschpunk Berliner Plattenbau (SMD)                 | DE4 (3 Wo.)DE | AT56 (1 Wo.)AT | — | Erstveröffentlichung: 10. Januar 2014                   |
| 2015 | Zurück in die Zukunst Berliner Plattenbau (Chapter ONE)              | DE2 Gold · (17 Wo.)DE | AT43 (1 Wo.)AT | CH64 (1 Wo.)CH | Erstveröffentlichung: 22. Mai 2015 Verkäufe: + 100.000  |
| 2017 | Die bunte Seite der Macht Berliner Plattenbau (Chapter ONE)          | DE2 Gold · (34 Wo.)DE | AT5 (3 Wo.)AT | CH17 (2 Wo.)CH | Erstveröffentlichung: 10. März 2017 Verkäufe: + 100.000 |
| 2019 | Die unendlichste Geschichte Berliner Plattenbau (Chapter ONE)        | DE1 Gold · (27 Wo.)DE | AT4 (3 Wo.)AT | CH14 (2 Wo.)CH | Erstveröffentlichung: 1. März 2019 Verkäufe: + 100.000  |
| 2022 | Ein gutes schlechtes Vorbild Berliner Plattenbau (Chapter ONE)       | DE1 (36 Wo.)DE | AT5 (3 Wo.)AT | CH10 (2 Wo.)CH | Erstveröffentlichung: 2. Juni 2022                      |

### Livealben
| Jahr | Titel Musiklabel                                                                                | Höchstplatzierung, Gesamtwochen, AuszeichnungChartplatzierungen (Jahr, Titel, Musiklabel, Platzierungen, Wochen, Auszeichnungen, Anmerkungen) | Höchstplatzierung, Gesamtwochen, AuszeichnungChartplatzierungen (Jahr, Titel, Musiklabel, Platzierungen, Wochen, Auszeichnungen, Anmerkungen) | Höchstplatzierung, Gesamtwochen, AuszeichnungChartplatzierungen (Jahr, Titel, Musiklabel, Platzierungen, Wochen, Auszeichnungen, Anmerkungen) | Anmerkungen                         |
| Jahr | Titel Musiklabel                                                                                | DE | AT | CH | Anmerkungen                         |
| ---- | ----------------------------------------------------------------------------------------------- | --- | --- | --- | ----------------------------------- |
| 2020 | 20 Jahre SDP – Die einmalige Jubiläums-Show (Live aus Berlin) Berliner Plattenbau (Chapter ONE) | DE2 (1 Wo.)DE | AT41 (1 Wo.)AT | CH71 (1 Wo.)CH | Erstveröffentlichung: 27. März 2020 |

### Kompilationen
| Jahr | Titel Musiklabel                                                                                | Höchstplatzierung, Gesamtwochen, AuszeichnungChartplatzierungen (Jahr, Titel, Musiklabel, Platzierungen, Wochen, Auszeichnungen, Anmerkungen) | Höchstplatzierung, Gesamtwochen, AuszeichnungChartplatzierungen (Jahr, Titel, Musiklabel, Platzierungen, Wochen, Auszeichnungen, Anmerkungen) | Höchstplatzierung, Gesamtwochen, AuszeichnungChartplatzierungen (Jahr, Titel, Musiklabel, Platzierungen, Wochen, Auszeichnungen, Anmerkungen) | Anmerkungen                            |
| Jahr | Titel Musiklabel                                                                                | DE | AT | CH | Anmerkungen                            |
| ---- | ----------------------------------------------------------------------------------------------- | --- | --- | --- | -------------------------------------- |
| 2008 | Schöne Scheiße Berliner Plattenbau (BP)                                                         | — | — | — | Erstveröffentlichung: 5. Dezember 2008 |
| 2011 | The schönste Scheiße – Noch mehr unveröffentlichte Songs von 2001–2011 Berliner Plattenbau (BP) | — | — | — | Erstveröffentlichung: 9. Dezember 2011 |
| 2024 | Best Of – 25 Jahre SDP Nur Musik ist schöner (Chapter ONE)                                      | DE1 (2 Wo.)DE | AT10 (1 Wo.)AT | CH21 (1 Wo.)CH | Erstveröffentlichung: 25. Oktober 2024 |

### EPs
| Jahr | Titel Musiklabel                           | Anmerkungen                            |
| ---- | ------------------------------------------ | -------------------------------------- |
| 2007 | Anfang anzufangen Berliner Plattenbau (BP) | Erstveröffentlichung: 13. Februar 2007 |

## Singles

### Als Leadmusiker
| Jahr | Titel Album                                                                | Höchstplatzierung, Gesamtwochen, AuszeichnungChartplatzierungen (Jahr, Titel, Album, Platzierungen, Wochen, Auszeichnungen, Anmerkungen) | Höchstplatzierung, Gesamtwochen, AuszeichnungChartplatzierungen (Jahr, Titel, Album, Platzierungen, Wochen, Auszeichnungen, Anmerkungen) | Höchstplatzierung, Gesamtwochen, AuszeichnungChartplatzierungen (Jahr, Titel, Album, Platzierungen, Wochen, Auszeichnungen, Anmerkungen) | Anmerkungen                                                                                                   |
| Jahr | Titel Album                                                                | DE | AT | CH | Anmerkungen                                                                                                   |
| ---- | -------------------------------------------------------------------------- | --- | --- | --- | --- |
| 2010 | Ne Leiche Kontrastprogramm                                                 | DE— GoldDE | — | — | Erstveröffentlichung: 3. Dezember 2010 Verkäufe: + 150.000; feat. Sido                                        |
| 2011 | Ich steh auf Hausfrauen Kontrastprogramm                                   | — | — | — | Erstveröffentlichung: 11. März 2011                                                                           |
| 2012 | Wir ticken nicht ganz sauber Die bekannteste unbekannte Band der Welt      | — | — | — | Erstveröffentlichung: 31. August 2012                                                                         |
| 2012 | Die Nacht von Freitag auf Montag Die bekannteste unbekannte Band der Welt  | DE— GoldDE | — | — | Erstveröffentlichung: 14. September 2012 Verkäufe: + 150.000; feat. Sido                                      |
| 2013 | Eigentlich wollte er nie ein Liebeslied schreiben … nur Musik ist schöner. | — | — | — | Erstveröffentlichung: 16. Juli 2013                                                                           |
| 2013 | Hände hoch! Bunte Rapublik Deutschpunk                                     | — | — | — | Erstveröffentlichung: 11. Oktober 2013                                                                        |
| 2014 | Total verschlossen Die Rache des kleinen Mannes                            | — | — | — | Erstveröffentlichung: 14. Februar 2014                                                                        |
| 2015 | Ich muss immer an dich denken Best Of – 25 Jahre SDP                       | — | — | — | Erstveröffentlichung: 13. Februar 2015 feat. Pretty Pink                                                      |
| 2015 | Ich will nur dass du weißt Zurück in die Zukunst                           | DE15 ×2Doppelplatin · (81 Wo.)DE | AT41 Platin · (8 Wo.)AT | CH41 (2 Wo.)CH | Erstveröffentlichung: 27. Juli 2015 Verkäufe: + 830.000; feat. Adel Tawil                                     |
| 2016 | Leider wieder da! Die bunte Seite der Macht                                | — | — | — | Erstveröffentlichung: 25. November 2016                                                                       |
| 2016 | Zeit verschwenden Die bunte Seite der Macht                                | — | — | — | Erstveröffentlichung: 23. Dezember 2016                                                                       |
| 2017 | So schön kaputt Die bunte Seite der Macht                                  | DE40 Gold · (14 Wo.)DE | — | — | Erstveröffentlichung: 13. Januar 2017 Verkäufe: + 200.000                                                     |
| 2017 | Echte Freunde Die bunte Seite der Macht                                    | — | — | — | Erstveröffentlichung: 9. Juni 2017 feat. Prinz Pi                                                             |
| 2018 | Illegale Hobbys Die unendlichste Geschichte                                | — | — | — | Erstveröffentlichung: 23. November 2018                                                                       |
| 2018 | 501 Die unendlichste Geschichte                                            | — | — | — | Erstveröffentlichung: 21. Dezember 2018 feat. Teesy & Nico Santos                                             |
| 2019 | Unikat Die Unendlichste Geschichte                                         | DE92 (1 Wo.)DE | — | — | Erstveröffentlichung: 18. Januar 2019                                                                         |
| 2019 | Das Lied Die unendlichste Geschichte                                       | — | — | — | Erstveröffentlichung: 22. Februar 2019 feat. Bela B                                                           |
| 2019 | Bester Tag Ever –                                                          | — | — | — | Erstveröffentlichung: 24. Mai 2019                                                                            |
| 2019 | Viva la Dealer Die Unendlichste Geschichte                                 | DE38 Platin · (24 Wo.)DE | AT60 Platin · (11 Wo.)AT | — | Erstveröffentlichung: 11. Juli 2019 Verkäufe: + 430.000; feat. Capital Bra                                    |
| 2021 | Wenn du in meinem Arm bist Ein gutes schlechtes Vorbild                    | DE29 (1 Wo.)DE | — | — | Erstveröffentlichung: 22. Juli 2021                                                                           |
| 2022 | Du hast gehofft Ein gutes schlechtes Vorbild                               | DE— aDE | — | — | Erstveröffentlichung: 27. Januar 2022                                                                         |
| 2022 | Wie viele Lieder muss ich noch schreiben? Ein gutes schlechtes Vorbild     | DE15 Gold · (15 Wo.)DE | AT65 (1 Wo.)AT | — | Erstveröffentlichung: 24. Februar 2022 Verkäufe: + 300.000; feat. Montez                                      |
| 2022 | Ein gutes schlechtes Beispiel Ein gutes schlechtes Vorbild                 | — | — | — | Erstveröffentlichung: 17. März 2022                                                                           |
| 2022 | Scheiße baut sich nicht von alleine Ein gutes schlechtes Vorbild           | DE52 (9 Wo.)DE | — | — | Erstveröffentlichung: 31. März 2022 feat. 257ers                                                              |
| 2022 | Die schönsten Tage Ein gutes schlechtes Vorbild                            | DE13 Gold · (23 Wo.)DE | AT56 Gold · (8 Wo.)AT | — | Erstveröffentlichung: 28. April 2022 Verkäufe: + 215.000; feat. Clueso                                        |
| 2022 | Kein Bock Ein gutes schlechtes Vorbild                                     | DE— bDE | — | — | Erstveröffentlichung: 1. Juni 2022 feat. Finch                                                                |
| 2024 | Talentfrei Best Of – 25 Jahre SDP                                          | DE— cDE | — | — | Erstveröffentlichung: 4. April 2024                                                                           |
| 2024 | Mama hat gesagt Best Of – 25 Jahre SDP                                     | DE3 Gold · (… Wo.)DE | AT19 (45 Wo.)AT | CH46 (2 Wo.)CH | Erstveröffentlichung: 2. Mai 2024 Verkäufe: + 300.000; feat. Esther Graf & Sido                               |
| 2024 | Abenteuerland Best Of – 25 Jahre SDP                                       | DE29 (16 Wo.)DE | — | — | Erstveröffentlichung: 20. Juni 2024 feat. Finch & Phil the Beat; Original: Pur                                |
| 2025 | Mein Bett –                                                                | — | — | — | Erstveröffentlichung: 6. März 2025                                                                            |
| 2025 | ADAC –                                                                     | DE19 (2 Wo.)DE | AT40 (1 Wo.)AT | — | Erstveröffentlichung: 8. Mai 2025 feat. Tream                                                                 |
| 2025 | Totgeglaubte leben länger –                                                | DE85 (1 Wo.)DE | — | — | Erstveröffentlichung: 20. Juni 2025 mit Trailerpark                                                           |
| 2025 | Zusammen –                                                                 | DE31 (… Wo.)DE | — | — | Erstveröffentlichung: 24. Juli 2025 feat. Clueso, Elif, Esther Graf, Kontra K, Montez, Querbeat & Nico Santos |

### Als Gastmusiker

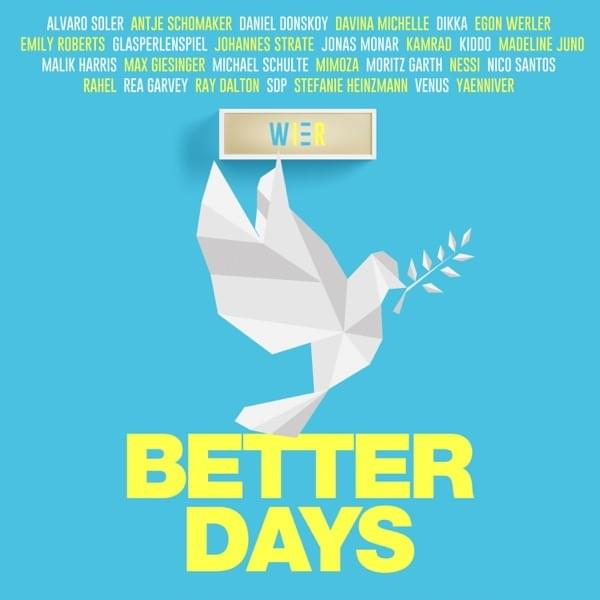
Frontcover zu Better Days.

| Jahr | Titel Album                                       | Höchstplatzierung, Gesamtwochen, AuszeichnungChartplatzierungen (Jahr, Titel, Album, Platzierungen, Wochen, Auszeichnungen, Anmerkungen) | Höchstplatzierung, Gesamtwochen, AuszeichnungChartplatzierungen (Jahr, Titel, Album, Platzierungen, Wochen, Auszeichnungen, Anmerkungen) | Höchstplatzierung, Gesamtwochen, AuszeichnungChartplatzierungen (Jahr, Titel, Album, Platzierungen, Wochen, Auszeichnungen, Anmerkungen) | Anmerkungen |
| Jahr | Titel Album                                       | DE | AT | CH | Anmerkungen |
| ---- | ------------------------------------------------- | --- | --- | --- | --- |
| 2014 | Geil, ne Banane! –                                | — | — | — | Erstveröffentlichung: 10. März 2014 Mad Maks feat. SDP                                                             |
| 2017 | 1999 Kill Your Darlings EP                        | — | — | — | Erstveröffentlichung: 27. Oktober 2017 Swiss + Die Andern feat. SDP                                                |
| 2019 | Heul doch –                                       | — | — | — | Erstveröffentlichung: 1. März 2019 Swiss + Die Andern feat. Blokkmonsta, Crystal F, Ferris MC, SDP, Shocky & Tamas |
| 2021 | Not Lonely –                                      | — | — | — | Erstveröffentlichung: 1. Oktober 2021 Gestört aber geil feat. SDP                                                  |
| 2022 | Liebe ist … Rummelbums                            | DE48 (3 Wo.)DE | — | — | Erstveröffentlichung: 13. Februar 2022 Finch feat. SDP                                                             |
| 2022 | Better Days –                                     | — | — | — | Erstveröffentlichung: 22. April 2022 als Teil von Wier                                                             |
| 2023 | Rausschmeisser Song –                             | — | — | — | Erstveröffentlichung: 17. März 2023 Swiss + Die Andern feat. SDP                                                   |
| 2023 | Fieber Liebe in Gefahr                            | DE33 (7 Wo.)DE | — | — | Erstveröffentlichung: 14. Juni 2023 Montez feat. SDP                                                               |
| 2024 | Mein Hobby ist Ferien Die tollsten Tage mit Dikka | — | — | — | Erstveröffentlichung: 8. März 2024 Dikka feat. SDP                                                                 |
| 2025 | Angels sippen Mashup –                            | DE25 (6 Wo.)DE | AT23 (4 Wo.)AT | CH30 (4 Wo.)CH | Erstveröffentlichung: 9. Februar 2025 Der Heimer feat. SDP & Symba                                                 |
| 2025 | Keine Helden –                                    | DE23 (2 Wo.)DE | AT73 (1 Wo.)AT | — | Erstveröffentlichung: 5. Juni 2025 Kontra K feat. SDP                                                              |

## Musikvideos
| Jahr | Titel                                     | Regie                                                |
| ---- | ----------------------------------------- | ---------------------------------------------------- |
| 2002 | Zappeln (Remix)                           |                                                      |
| 2002 | Kein Partyhit (Remix)                     |                                                      |
| 2004 | Antifriedensmusik                         |                                                      |
| 2005 | Antidemokratiemusik                       |                                                      |
| 2006 | … hast du mal ein Problem                 | Alexander Gellner                                    |
| 2006 | Antifußballmusik                          |                                                      |
| 2006 | So ist das Leben                          |                                                      |
| 2006 | Anfang anzufangen                         |                                                      |
| 2007 | Antiknutmusik                             |                                                      |
| 2007 | Fragen über Fragen                        |                                                      |
| 2008 | Wasserschi Fahr’n … auf’m Kurfürstendamm  |                                                      |
| 2008 | So genial                                 |                                                      |
| 2010 | Ne Leiche                                 | Marvin Ströter                                       |
| 2011 | Ich steh auf Hausfrauen                   |                                                      |
| 2011 | Bei Facebook                              |                                                      |
| 2012 | Wir ticken nicht ganz sauber              |                                                      |
| 2012 | Die Nacht von Freitag auf Montag          |                                                      |
| 2013 | Ich muss immer an dich denken             | Serge Mattukat                                       |
| 2013 | Wenn ich groß bin                         |                                                      |
| 2013 | Hände hoch!                               | Breitbildbandit                                      |
| 2013 | Lied für die Fans von den anderen Bands!  | Breitbildbandit                                      |
| 2013 | Candle Light Döner                        | Serge Mattukat                                       |
| 2014 | Mittelfinger (Movie Compilation)          | Bitteschön.tv                                        |
| 2014 | Hurra, hurra die Schule brennt            |                                                      |
| 2014 | Tanz aus der Reihe!                       |                                                      |
| 2015 | Ich will noch nicht nach Haus!            |                                                      |
| 2015 | Keine Ahnung warum                        | Serge Mattukat                                       |
| 2015 | Kurz für immer bleiben                    | Gerrit Kuge                                          |
| 2015 | Deine Freundin                            | Alexander Gellner                                    |
| 2015 | Ich will nur dass du weißt                | Serge Mattukat                                       |
| 2016 | F.I.C.K.D.I.C.H                           | Serge Mattukat                                       |
| 2016 | Männer und Frauen                         |                                                      |
| 2016 | Leider wieder da!                         | Serge Mattukat                                       |
| 2016 | Zeit verschwenden                         | Serge Mattukat                                       |
| 2017 | So schön kaputt                           | Serge Mattukat                                       |
| 2017 | Bullen, Schweine                          | Alexander Gellner                                    |
| 2017 | Das Leben ist ein Rockkonzert             | Serge Mattukat                                       |
| 2017 | #DAMDAMDAM!                               | Serge Mattukat                                       |
| 2017 | Pferdeschwanz                             | Bitteschön.tv                                        |
| 2017 | Millionen Liebeslieder                    | Marvin Ströter                                       |
| 2017 | Ja ja aka. LMAA                           | Marvin Ströter                                       |
| 2018 | Illegale Hobbys                           | Marvin Ströter                                       |
| 2018 | 501                                       | Basti Mowka, SDP, Benni Zech                         |
| 2019 | Unikat                                    | Serge Mattukat                                       |
| 2019 | Das Lied                                  | Marvin Ströter                                       |
| 2019 | Heul doch                                 | Martin Fischer                                       |
| 2019 | Krieg und Frieden                         | Julian Reich                                         |
| 2019 | Bester Tag Ever                           |                                                      |
| 2019 | Merkste selber, wa?!                      |                                                      |
| 2019 | Viva la Dealer (Gestört aber geil Remix)  | Marvin Ströter                                       |
| 2019 | Ohne dich                                 | Timur Bartels                                        |
| 2021 | Wenn du in meinem Arm bist                | Serge Mattukat                                       |
| 2022 | Du hast gehofft                           | Benjamin Diedering, SDP                              |
| 2022 | Liebe ist …                               |                                                      |
| 2022 | Wie viele Lieder muss ich noch schreiben? | Franzcesco Fischer                                   |
| 2022 | Ein gutes schlechtes Beispie              | Benjamin Diedering                                   |
| 2022 | Scheiße baut sich nicht von alleine       | Benjamin Diedering                                   |
| 2022 | Die schönsten Tage                        | Serge Mattukat                                       |
| 2022 | Kein Bock                                 | Alexander Gellner, Rachel Romanowsky, Louis Tatschte |
| 2022 | Ich will mein Problem zurück              | Serge Mattukat                                       |
| 2023 | Rausschmeisser Song                       | Martin Fischer                                       |
| 2023 | Fieber                                    | Jakub Rzucidlo                                       |
| 2024 | Mein Hobby ist Ferien                     | Alexander Gellner                                    |
| 2024 | Talentfrei                                | Marvin Ströter                                       |
| 2024 | Mama hat gesagt                           | Timur Bartels, Serge Mattukat                        |
| 2024 | Abenteuerland                             | Igor Medvedev                                        |
| 2025 | Mein Bett                                 | Marvin Ströter                                       |
| 2025 | ADAC                                      | Selina Schmucker                                     |
| 2025 | Totgeglaubte leben länger                 | Daniel Zlotin                                        |
| 2025 | Keine Helden                              | Daniel Kothöfer                                      |
| 2025 | Zusammen                                  | Serge Mattukat                                       |

## Promoveröffentlichungen
| Jahr | Titel Musiklabel                                                         | Anmerkungen                                           |
| ---- | ------------------------------------------------------------------------ | ----------------------------------------------------- |
| 2006 | Hast du mal ein Problem … nur Musik ist schöner.                         | Erstveröffentlichung: 2006                            |
| 2008 | Wasserschi Fahr’n … auf’m Kurfürstendamm Die Rache des kleinen Mannes    | Erstveröffentlichung: 11. Juli 2008                   |
| 2015 | Kurz für immer bleiben Zurück in die Zukunst                             | Erstveröffentlichung: 2015                            |
| 2022 | Keinen Zentimeter Sing meinen Song – Das Tauschkonzert, Vol. 9 (Sampler) | Erstveröffentlichung: 26. April 2022 Original: Clueso |
| 2022 | Mein Babe Sing meinen Song – Das Tauschkonzert, Vol. 9 (Sampler)         | Erstveröffentlichung: 11. Mai 2022 Original: Elif     |

## Sonderveröffentlichungen

### Alben
| Jahr | Titel Musiklabel                                                                   | Anmerkungen                                                                                    |
| ---- | ---------------------------------------------------------------------------------- | ---------------------------------------------------------------------------------------------- |
| 2017 | Die bunte Seite der Macht – Live Berliner Plattenbau (Chapter ONE)                 | Erstveröffentlichung: 13. März 2017 Teil von Die bunte Seite der Macht (Ultra-Fan-Edition-Box) |
| 2019 | Die bunte Seite der Macht – Live aus Berlin 2017 Berliner Plattenbau (Chapter ONE) | Erstveröffentlichung: 1. März 2019 Teil von Die unendlichste Geschichte (Special-Edition)      |

| Jahr | Titel Musiklabel                                              | Anmerkungen                                            |
| ---- | ------------------------------------------------------------- | ------------------------------------------------------ |
| 2002 | Angriff aus Berlin Eigenvertrieb                              | Erstveröffentlichung: 2002                             |
| 2022 | SDP bei Sing meinen Song, Vol. 9 Music for Millions (Tonpool) | Erstveröffentlichung: 13. Mai 2022 Mini-TV-Kompilation |

| Jahr | Titel Musiklabel                                                         | Anmerkungen                                                                               |
| ---- | ------------------------------------------------------------------------ | ----------------------------------------------------------------------------------------- |
| 2019 | Die unendlichste Geschichte – Hörspiel Berliner Plattenbau (Chapter ONE) | Erstveröffentlichung: 1. März 2019 Teil von Die unendlichste Geschichte (Special-Edition) |

### Lieder
| Jahr | Titel Musiklabel                                                | Anmerkungen                                                        |
| ---- | --------------------------------------------------------------- | ------------------------------------------------------------------ |
| 2009 | Sie bleibt Aggro Berlin                                         | Erstveröffentlichung: 30. Oktober 2009 Sido feat. SDP              |
| 2017 | Rapetrain TP4L                                                  | Erstveröffentlichung: 20. Oktober 2017 Trailerpark feat. SDP       |
| 2018 | 1999 Kill Your Darlings EP                                      | Erstveröffentlichung: 17. August 2018 Swiss + Die Andern feat. SDP |
| 2018 | Ich will nur dass du weißt (Live) Live aus der Wuhlheide Berlin | Erstveröffentlichung: 7. Dezember 2018 Adel Tawil feat. SDP        |
| 2019 | Krieg und Frieden KKS                                           | Erstveröffentlichung: 8. Februar 2019 Kool Savas feat. SDP         |
| 2020 | Virus CB7                                                       | Erstveröffentlichung: 17. September 2020 Capital Bra feat. SDP     |
| 2020 | Keiner hat Geburtstag Hömma!                                    | Erstveröffentlichung: 4. Dezember 2020 257ers feat. SDP            |
| 2022 | Liebe ist … Rummelbums                                          | Erstveröffentlichung: 17. Februar 2022 Finch feat. SDP             |
| 2023 | Fieber Liebe in Gefahr                                          | Erstveröffentlichung: 15. Juni 2023 Montez feat. SDP               |

| Jahr | Titel Musiklabel                                                    | Anmerkungen                                                              |
| ---- | ------------------------------------------------------------------- | ------------------------------------------------------------------------ |
| 2022 | Amaranth Sing meinen Song – Das Tauschkonzert, Vol. 9               | Erstveröffentlichung: 13. Mai 2022 Original: Nightwish                   |
| 2022 | Amaranth Sing meinen Song – Das Tauschkonzert, Vol. 9               | Erstveröffentlichung: 13. Mai 2022 mit Floor Jansen; Original: Nightwish |
| 2022 | Fuck Baby I’m in Love Sing meinen Song – Das Tauschkonzert, Vol. 9  | Erstveröffentlichung: 13. Mai 2022 Original: Lotte                       |
| 2022 | Fuck Baby I’m in Love Sing meinen Song – Das Tauschkonzert, Vol. 9  | Erstveröffentlichung: 13. Mai 2022 mit Lotte; Original: Lotte            |
| 2022 | Keinen Zentimeter Sing meinen Song – Das Tauschkonzert, Vol. 9      | Erstveröffentlichung: 13. Mai 2022 Original: Clueso                      |
| 2022 | Mein Babe Sing meinen Song – Das Tauschkonzert, Vol. 9              | Erstveröffentlichung: 13. Mai 2022 Original: Elif                        |
| 2022 | Seventeen Sing meinen Song – Das Tauschkonzert, Vol. 9              | Erstveröffentlichung: 13. Mai 2022 Original: Kelvin Jones & Younotus     |
| 2022 | Tanz aus der Reihe Sing meinen Song – Das Tauschkonzert, Vol. 9     | Erstveröffentlichung: 13. Mai 2022 mit Clueso                            |
| 2022 | Zwischen Mann und Kind Sing meinen Song – Das Tauschkonzert, Vol. 9 | Erstveröffentlichung: 13. Mai 2022 Original: Johannes Oerding            |
| 2024 | Wenn ich groß bin Giraffenaffen 9 – Weltreise                       | Erstveröffentlichung: 18. Oktober 2024 mit Dikka                         |

### Videoalben
| Jahr | Titel Musiklabel                                                                                | Anmerkungen |
| ---- | ----------------------------------------------------------------------------------------------- | --- |
| 2014 | Bunte Rapublik Deutschpunk – DVD Berliner Plattenbau (SMD)                                      | Erstveröffentlichung: 10. Januar 2014 Teil von Bunte Rapublik Deutschpunk (Limited-Edition)                                 |
| 2015 | Zurück in die Zukunst – Live in der Columbiahalle Berliner Plattenbau (Chapter ONE)             | Erstveröffentlichung: 12. Mai 2015 Teil von Zurück in die Zukunst (Digipack)                                                |
| 2017 | Die bunte DVD der Macht Berliner Plattenbau (Chapter ONE)                                       | Erstveröffentlichung: 13. März 2017 Teil von Die bunte Seite der Macht (Ultra-Fan-Edition-Box)                              |
| 2020 | 20 Jahre SDP – Die einmalige Jubiläums-Show (Live aus Berlin) Berliner Plattenbau (Chapter ONE) | Erstveröffentlichung: 27. März 2020 Teil von 20 Jahre SDP – Die einmalige Jubiläums-Show (Live aus Berlin) (Deluxe-Edition) |

## Statistik

### Chartauswertung
|                     | DE    | AT    | CH    |
| ------------------- | ----- | ----- | ----- |
| Nummer-eins-Alben   | DE3DE | AT—AT | CH—CH |
| Top-10-Alben        | DE7DE | AT4AT | CH1CH |
| Alben in den Charts | DE8DE | AT7AT | CH6CH |

|                       | DE     | AT    | CH    |
| --------------------- | ------ | ----- | ----- |
| Nummer-eins-Singles   | DE—DE  | AT—AT | CH—CH |
| Top-10-Singles        | DE1DE  | AT—AT | CH—CH |
| Singles in den Charts | DE16DE | AT8AT | CH3CH |

### Auszeichnungen für Musikverkäufe
Die Lieder Tanz aus der Reihe! (feat. Weekend), Wenn ich groß bin und Deine Freundin wurden weder als Single veröffentlicht, noch konnten sie aufgrund von hohen Downloads oder Musikstreamings die Charts erreichen. Dennoch wurden die Lieder jeweils mit einer Goldenen Schallplatte in Deutschland ausgezeichnet, womit sich die Lieder jeweils über 150.000 Mal bzw. 200.000 Mal verkauften.
Anmerkung: Auszeichnungen in Ländern aus den Charttabellen bzw. Chartboxen sind in ebendiesen zu finden.
| Land/RegionAuszeichnungen für Musikverkäufe (Land/Region, Auszeichnungen, Verkäufe, Quellen) | Gold       | Platin     | Verkäufe  | Quellen           |
| -------------------------------------------------------------------------------------------- | ---------- | ---------- | --------- | ----------------- |
| Deutschland (BVMI)                                                                           | 12× Gold12 | 3× Platin3 | 3.300.000 | musikindustrie.de |
| Österreich (IFPI)                                                                            | Gold1      | 2× Platin2 | 75.000    | ifpi.at           |
| Insgesamt                                                                                    | 13× Gold13 | 5× Platin5 |           |                   |